# Burn Notice (Fernsehserie)
Burn Notice ist eine US-amerikanische Fernsehserie, die sich um einen ehemaligen Spion des amerikanischen Geheimdienstes, Michael Westen, dreht, der versucht herauszufinden, wer für seine Entlassung verantwortlich ist. Namensgebend für die Serie ist die Burn Notice, eine Mitteilung an Geheimdienste, sei es der eigene oder ein fremder Dienst, dass eine Person nicht mehr vertrauenswürdig und damit kaltgestellt ist.

## Handlung

### Staffel 1
Michael „Mike“ Westen ist einer der besten Agenten, der für den amerikanischen Geheimdienst arbeitet, bis er inmitten eines Auftrages in Nigeria wegen angeblicher Vergehen fallen gelassen wurde, im Agentenslang als kaltgestellt (englisch: to get burned, vgl. Serientitel) bezeichnet. Nachdem er sich noch in ein Flugzeug retten konnte und in Ohnmacht fällt, wacht er neben seiner Ex-Freundin und ehemaligen IRA-Straßenkämpferin Fiona in seiner Heimatstadt Miami auf. Durch die Burn Notice besitzt Michael nichts mehr, weder Geld, noch Haus oder Papiere. Auch kann er die Stadt nicht verlassen, da er sonst mit einer Festnahme rechnen muss. Gemeinsam mit Fiona, seinem Freund Sam, einem ehemaligen Navy Seal mit vielen Kontakten zu verschiedenen Behörden, und ab Staffel 4 zudem mit Jesse, einem ehemaligen Spionageabwehragenten der CIFA, versucht Michael herauszufinden, wer für seine Burn Notice verantwortlich ist und warum. Sein Ziel ist es, wieder in sein altes Leben als Agent zurückzukehren.
Auf dem Weg dorthin wird Westen zunächst eher widerwillig zum Privatdetektiv und Problemlöser. Gemeinsam mit seinen Freunden hilft er Menschen, die sich selbst nicht helfen und auch nicht zur Polizei gehen können. Eine Besonderheit sind Michaels Bemühungen, Probleme ohne das Töten von Menschen zu lösen, eine Eigenschaft, die ihn bereits in seiner Agentenzeit auszeichnete. Michael und seinem Team kommen jedoch immer wieder Bundesagenten und Michaels Mutter Madeline in die Quere, die nach den langen Jahren von Michaels Abwesenheit den Kontakt zu ihrem Sohn wiederherzustellen versucht. Dabei wird immer wieder auch Michaels schwierige Kindheit und zerrüttete Familiensituation angedeutet, die ihn letztlich zur Flucht in den Militär- und Spionagedienst trieben.
Bei den Recherchen zu seiner Burn Notice stößt Michael im Lauf der ersten Staffel auf eine mächtige Geheimorganisation, die hinter seiner Kaltstellung steht und auch vor Morden nicht zurückschreckt, um ihre Pläne zu schützen. Michael versucht die Drahtzieher zu enttarnen, gerät dadurch aber oft auch in Konflikte mit seiner Familie und seinen Freunden, insbesondere Fiona, zu der Michael mit der Zeit erneut eine Liebesbeziehung aufbaut. Sie versucht im Lauf der Serie auch zunehmend, Michael von der Rückkehr in sein altes Leben abzuhalten, um stattdessen mit ihr eine neue Zukunft aufzubauen. Zum Ende der Staffel muss Michael erkennen und akzeptieren, dass es keine schnelle Lösung für seine Kaltstellung gibt und er bis auf weiteres in Miami festsitzt.

### Staffel 2
In der zweiten Staffel erhält Michael von der Geheimorganisation hinter seiner Kaltstellung eine Operationsleiterin namens Carla zugewiesen, die Michael zur Durchführung verschiedener Aufträge zwingt. Da sich die Ziele der Organisation nicht mit Michaels moralischen Vorstellungen decken, fügt er sich nur widerwillig den Anordnungen, hauptsächlich um die Personen aus seinem Umfeld zu schützen und Anhaltspunkte über die Organisation zu sammeln. Mit Victor Stecker-Epps lernt er einen weiteren Agenten der Organisation kennen, der zunächst als Gegenspieler auftritt, Michael später aber bei seinen Bemühungen unterstützt. Demnach wurde Michael absichtlich kaltgestellt, um ihn als Mitarbeiter für die Organisation rekrutieren zu können. Nach und nach kann Michael außerdem die Identität von Carla aufdecken. Im Staffelfinale gelingt es Michael, ein Treffen mit „Management“, einer Führungsperson der Organisation zu erhalten. Michael fordert seine Freiheit, worauf Management ihn darauf hinweist, dass Michael durch die Organisation bislang immer auch vor Polizei, Geheimdiensten und der Rache seiner Feinde aus Agententagen beschützt wurde. Er stellt ihn vor die Wahl, weiter für die Organisation zu arbeiten oder diesen Schutz zu verlieren. In der letzten Szene lehnt Michael jegliche weitere Kooperation ab und unterstreicht seinen Entschluss mit einem Sprung aus Managements Helikopter ins Meer vor der Küste Miamis.

### Staffel 3
Durch seine Absage an die Organisation muss sich Michael nun selbst den Nachstellungen der Polizei, ehemaliger Gegner und Psychopathen erwehren. Gleichzeitig versucht er weiter, seine Burn Notice rückgängig zu machen. Unterstützung erhofft er sich von Tom Strickler, einem skrupellosen Söldnervermittler. Gleichzeitig baut er Kontakt zu dem CIA-Agenten Diego Garza auf. Als Michael jedoch Strickler erschießt, um Fionas Leben zu retten, tritt einer von Stricklers Söldnern auf den Plan, Mason Gilroy. Er tötet Garza und versucht Michael als Partner für einen großangelegten Coup zu gewinnen. Michael lässt sich zum Schein darauf ein, um an weitere Informationen zu gelangen und Gilroys Plan zu vereiteln. Der Coup stellt sich als Befreiungsaktion für einen als hochgefährlich eingeschätzten Häftling heraus, die Michael nicht verhindern kann. Der soziopathische Gefangene namens Simon Escher gibt sich gegenüber Michael als ehemaliger Agent zu erkennen, dessen Verbrechen im Einsatz von der Organisation in Michaels Personalakte übertragen wurden und damit den Grund für seine Kaltstellung lieferten. Escher will sich an der Organisation, die für seine Inhaftierung gesorgt hatte, rächen und zwingt Michael ein Treffen mit „Management“ zu arrangieren. Michael kann das Attentat verhindern und erlangt somit Managements Vertrauen. Die Staffel endet allerdings mit Michaels Festnahme.

### Staffel 4
Nachdem er sich durch die Rettung Managements Vertrauen erarbeitet hat, kehrt Michael zu Beginn der 4. Staffel zum Schein in die Dienste der Organisation zurück, wodurch er aus der Inhaftierung entlassen wird. Sein neuer Kontaktmann ist Vaughn, ein ebenfalls hochrangiges Führungsmitglied der Organisation. Vaughn erteilt Michael mehrfach Aufträge, die dieser dazu nutzt, weitere Informationen über die Organisation zu sammeln. Sie präsentiert sich als Geheimbund mit weitreichenden Verbindungen innerhalb sämtlicher Regierungsbehörden und Geheimdienste, die ihren Einfluss nutzt, um global verdeckte, verbrecherische Operationen durchzuführen. Hierfür nutzt sie vor allem kaltgestellte Agenten wie Michael, die für die Anwerbung absichtlich fälschlicherweise kompromittiert werden. Bei einem seiner Einsätze für die Organisation sorgt Michael unwissentlich ebenfalls für die Kaltstellung des Agenten Jesse Porter, dessen ID-Daten er für den Diebstahl von Geheimdienstunterlagen genutzt hatte. Jesse, der sich über Michaels Rolle bei der Angelegenheit zunächst nicht bewusst ist, wendet sich an diesen in seiner Rolle als stadtbekannten Problemlöser, um seine Kaltstellung rückgängig zu machen. Aus schlechtem Gewissen, um Jesses Ermordung durch Vaughn zu verhindern und weil er die Hilfe eines erfahrenen Agenten gebrauchen kann, nimmt Michael Jesse in sein Team auf, woraus sich eine Freundschaft entwickelt.
Michael gelangt schließlich mit Hilfe seines „Verehrers“ Simon Escher an eine kryptografisch verschlüsselte Bibel, die alle Namen der Agenten der Organisation enthält. Im Laufe der Staffel verliert Mike die Bibel, bekommt diese später aber vollständig entschlüsselbar auf einem USB-Stick zurück, in dem er diesen mit Hilfe seiner Freunde in Santo Domingo stiehlt. Auch Vaughn versucht an die Liste zu gelangen, was schließlich zur finalen Konfrontation zwischen einem von Vaughn geführten Einsatzteam der Organisation und Michael führt. Mit Unterstützung des Kongressabgeordneten Bill Cowley kann Vaughn jedoch mitsamt seiner Söldner durch das Militär festgesetzt werden. Michael wird von unbekannten Agenten zum Mitkommen gebeten, um sich einer Befragung zu stellen. Ziel der Reise ist der Regierungskomplex von Washington, D.C., wo Michaels ehemaliger Personalvermittler und Boss Raines ihn willkommen heißt und ihm zu seiner Rückkehr gratuliert.

### Staffel 5
Anfang der 5. Staffel zerstört Michael mit Hilfe der CIA systematisch die Organisation, die ihn kaltgestellt hat. In Caracas spüren sie den zunächst letzten Mann der Organisation auf, der jedoch vor seiner Festnahme in seinem Panicroom Selbstmord begeht. Die Organisation gilt damit trotz Michaels Zweifel als vollständig zerschlagen. Im weiteren Verlauf kann Michael nach und nach das Vertrauen der Agency zurückgewinnen und bekommt immer mehr Aufträge, die er gemeinsam mit seinem CIA-Verbindungsmann Max erledigt. In der Folge Datendiebe wird Max von einem Mann namens Tavian Korzha getötet, der Michael das Attentat durch ein ausgeklügeltes Komplott anhängen will. Um nicht selbst in Verdacht zu geraten, muss Michael helfen, die Spuren des Täters zu verwischen. Er und seine Freunde stehen dadurch unter dem Druck, den Täter abliefern zu müssen, bevor Michaels neue CIA-Kontaktfrau Agent Dani Pearce auf Spuren stößt, die Michael zwangsläufig als Täter dastehen lassen. Durch das geschickte Agieren seiner Gegner verstrickt sich Michael in ein immer komplizierteres Lügengeflecht.
Michaels Vermutungen, dass noch weitere Personen der Organisation existieren müssen, bestätigen sich mit dem Auftauchen von Anson Fullerton. Der Psychiater der Defense Intelligence Agency bezeichnet sich zusammen mit „Management“ als Gründer der Organisation. Er nutzt die wiederholte Rückkehr von Michaels Nemesis Larry Sizemore, um Fiona zu dessen Ermordung zu verleiten. Die von Fiona dafür genutzte Sprengladung löst eine ungewollte Kettenreaktion aus, die zu schweren Verwüstungen der britischen Botschaft und dem Tod Unbeteiligter führt. Dies gibt Fullerton Beweismittel an die Hand, mit denen er Michael zwingen kann, Aufträge für ihn zu erfüllen. Dazu zählt unter anderem die Löschung von Fullertons Akte und somit seiner Identität innerhalb des CIA-Netzwerks. Fullerton gibt vor, Michael solle die Voraussetzungen schaffen, damit er ungefährdet in den Ruhestand treten könne.
Anson verrät Michael im Laufe der Zeit immer mehr Details über die Vorgehensweise der Organisation. In der Episode Quid pro quo enthüllt er ihm, dass sie ihn schon zu Lebzeiten seines Vaters Frank ausgesucht hatten. Indem er die Rolle von Madelines und Franks Psychologen einnahm, erstellte Fullerton ein detailliertes Profil von Michael. Als Michaels Vater das Interesse von Anson an seinem Sohn verdächtig vorkam, stellte er Nachforschungen an und wurde deshalb durch einen herbeigeführten Herzinfarkt beseitigt.
Zum Ende der Staffel soll Michael sein neues CIA-Einsatzteam kaltstellen. Es wird klar, dass Fullerton nicht in den Ruhestand treten möchte, sondern den Wiederaufbau der Organisation einleitet, mit Michaels Einsatzteam als neuen Rekruten. Doch Michael verrät Agent Pearce Ansons Pläne, der sich somit gezwungen sieht zu fliehen. In der Zwischenzeit stellt sich Fiona dem FBI, um Anson die Druckmittel gegen Michael zu nehmen.

### Staffel 6
In der 6. Staffel wird Fiona anfangs vom CSS-Agenten Jason Bly verhört und geht daraufhin ins Bundesgefängnis. Währenddessen begeben sich Mike, Sam, Jesse und Dani Pearce inoffiziell auf die Suche nach Anson Fullerton. Als inmitten der Staffel bei dessen Festnahme Michaels Bruder Nate von einem unbekannten Scharfschützen erschossen wird, begibt sich Michael auf die Suche nach dem Mörder. Mit Hilfe seines Ausbilders Tom Card spürt er den Täter, den CIA-Agenten Taylor Grey, in Panama auf. Von ihm erfährt er jedoch, dass Card selbst hinter dem Schussbefehl stand. Card versuchte durch Fullertons Ermordung sämtliche Spuren für seine Beteiligung an der Organisation zu verwischen. Michael verbündet sich mit Grey, um Cards Machenschaften offenzulegen. Er nutzt dabei den Umstand, dass er nach dem Einsatz in Panama für tot gehalten wird. Grey soll Card in einem persönlichen Gespräch ein Geständnis entlocken.
Da Grey der letzte Zeuge ist, der Cards Verstrickungen bezeugen kann, wird er bei dem Treffen von Card im Beisein Michaels erschossen. Card lässt die Situation wie Notwehr aussehen, während er sich gleichzeitig bei Michael entschuldigt und um einen Neuanfang bittet. Die gleichzeitig anrückenden CIA-Einsatzkommandos rauben Michael den Handlungsspielraum. In kalter Wut erschießt er Card und muss fortan mit seinen Freunden und seiner Mutter vor der CIA fliehen, die angeleitet durch CIA-Agentin Olivia Riley eine gnadenlose Jagd auf das Quintett eröffnen. Der Versuch, mit Hilfe neuer Identitäten und eines Schmugglers außer Landes zu gelangen, erweist sich jedoch als schwierig, besonders als Sam während eines Einsatzes schwer verletzt wird. Auch der Versuch, mit Hilfe von Agent Jason Bly Rileys Verbindungen zu einem Drogenkartell aufzudecken und im Gegenzug Straffreiheit zu bekommen, schlagen mit der Ermordung Blys durch das Kartell fehl. Michael gelingt es trotzdem, Riley zu einem Geständnis zu zwingen, bevor er ebenso wie seine Freunde festgenommen wird. Während der dreiwöchigen Inhaftierungszeit der Gruppe handelt Mike einen Deal mit der CIA aus, damit seine Freunde und seine Mutter nicht ihr Leben lang in einem Gefängnis sitzen müssen. Sam, Fiona, Jesse und Madeline werden entlassen, während sich Michael verabschiedet, um zu Fionas Entsetzen seine neue Mission anzutreten.

### Staffel 7
Die letzte Staffel weicht in der Erzählweise von den vorherigen ab. Sie ist thematisch düsterer und verzichtet auf die bislang üblichen Nebenaufträge, stattdessen konzentriert sie sich auf einen durchgehenden Erzählstrang. Als Preis für die Freiheit seiner Freunde soll Michael unter Leitung von Agent Andrew Strong eine international operierende Terrorzelle infiltrieren, an der bisher jeder Spion der CIA gescheitert ist. Er nutzt seine allgemein bekannte Situation als kaltgestellter Spion und landesweit geächteter Mörder eines hochrangigen CIA-Mitarbeiters, um in der Dominikanischen Republik eine Tarnexistenz als gebrochener Alkoholiker aufzubauen und sich damit als Rekrut für die Terroristen interessant zu machen. Nach neun Monaten in sogenannter „deep cover“, ohne Kontakt zu seiner Familie oder seinen Freunden, wird Michael von Randall Burke, dem vermuteten Kopf der Gruppe, als Unterstützer für kleinere Aufträge angeworben.
Michaels Ermittlung führen zu ersten Erfolgen, als er herausfindet, dass Burke nicht der Anführer der Terrorzelle ist. Als strategischer und ideologischer Kopf erweist sich der ehemalige Delta-Force-Soldat James Kendrick. Die Gruppe zeichnet sich durch enge kameradschaftliche Verbundenheit bis hin zur absoluten Selbstaufopferung aus. Dies zeigt sich bei der Befreiung einer gefangenen Mitstreiterin namens Sonya aus russischer Gefangenschaft, als Michaels Anwerber Burke sich für ihre und Michaels Befreiung selbst in die Luft sprengt. Diese Form der extremen Verbundenheit beeindruckt Michael nachhaltig, da sie im Gegensatz zum teilweise zweckorientierten, moralisch ambivalenten Umgang der US-Geheimdienste mit ihren Mitarbeitern und Informanten steht. Das stürzt Michael zunehmend in Selbstzweifel, wem seine Loyalität zu gelten hat. Auch die Wiederherstellung des Kontakts zu seinen Freunden im Rahmen der Mission erweist sich als schwierig, weil sie erkennen müssen, dass sie monatelang nahezu lückenlos überwacht wurden, und weil Michaels Tarnidentität von ihnen immer brutalere Hilfen bis hin zur Ausschaltung von Zielen erfordert. Michaels Beziehung zu Fiona ist nach neun Monaten des absoluten Schweigens auf einem Tiefpunkt angelangt. Zwischenzeitlich ist sie eine Liaison mit dem Kopfgeldjäger Carlos eingegangen und versucht, sich endgültig von ihrer Vergangenheit mit Michael zu lösen. Dem gegenüber stehen Michaels anhaltenden Gefühle für sie. Seine Mutter Madeline ist dagegen vorrangig bemüht, die Vormundschaft für Nates Sohn Charlie, ihren Enkel, zu erhalten und ihm ein geschütztes Umfeld zu bieten, ohne die ständigen Gefährdungen durch Michaels Tätigkeiten. Mit dem allmählichen Aufstieg Michaels in der Hierarchie der Terrororganisation werden sie jedoch zwangsläufig immer stärker in die Operation hineingezogen.
Durch das gewonnene Vertrauen erhält Michael die Einladung zu einem Treffen mit Anführer Kendrick, der ihn unter Zuhilfenahme von Drogen in Kombination mit psychologischen Verhör- und Foltermethoden einem Gesinnungstest unterzieht. Dabei werden Hintergründe aus Michaels Agententätigkeit bekannt, etwa Details zu seiner gemeinsamen Zeit mit seiner Nemesis Larry Sizemore und den Gründen für seine ständigen Versuche, keine Menschenleben zu gefährden und Kollateralschäden zu vermeiden. Michael kann unter extremer Willensaufbietung seine Glaubwürdigkeit aufrechterhalten und steigt in die Führungsriege auf. Ziel seiner CIA-Mission ist nun die Festsetzung von Kendrick. Doch die geplante Exfiltration schlägt fehl, zahlreiche Terroristen und CIA-Soldaten kommen ums Leben. Als sich ausgerechnet Simon Escher als Anführer des Exfiltrationsteams zu erkennen gibt, der von der CIA trotz seiner skrupellosen und menschenverachtenden Methoden erneut rekrutiert wurde, zerbricht Michaels Glaube an die Institution, für die er so lange gearbeitet hat und in deren Dienste er trotz seiner Burn Notice immer zurückkehren wollte. Ihre Handlungsweise steht im völligen Gegensatz zu Kendricks Ideologie, der sich gemeinsam mit Sonya trotz großen persönlichen Risikos zur scheinbaren Rettung Michaels vor der CIA aufmacht. Michael tötet Escher und verhindert damit Kendricks Festnahme.
Der misstrauisch gewordene Kendrick vermutet einen Spion in seinen Führungsreihen. Sein Verdacht fällt zunächst auf Sonya, zu der Michael im Zuge der Operation eine intime Beziehung aufgebaut hat. Um sie zu schützen, gibt sich Michael als CIA-Agent zu erkennen, macht aber gleichzeitig seinen Bruch mit dem Geheimdienst deutlich. Zusammen mit Kendrick erarbeiten sie einen Plan, die CIA zu täuschen. Michael solle Kendrick wie gefordert an die CIA ausliefern, um anschließend zusammen mit Sonya an seiner Stelle die Leitung über die Organisation zu übernehmen. Michaels Freunden sind dessen Gewissenskonflikte jedoch nicht verborgen geblieben. Sie bemühen sich verzweifelt, ihn von seinem Landesverrat abzuhalten. Als Fiona am Ort der geplanten Festnahme auftaucht und Sonya sie zu töten droht, muss Michael eine unwiderrufliche persönliche Gewissensentscheidung treffen. Er erschießt Sonya und wendet sich endgültig gegen Kendrick, bringt damit jedoch auch seine CIA-Mission zum Scheitern. Seine Agententätigkeit wird über die Nachrichten offengelegt und damit zukünftig für immer zunichtegemacht.
Um seine Freunde und seine Familie vor der erneuten Verhaftung und der Rache Kendricks zu schützen, bleibt Michael als letzte Chance nur noch die Sicherung von Kendricks Kommunikationsdaten aus einer geheimen Anlage in Miami. Während Jesse Madeline und Charlie vor Kendricks Häschern schützen und an einen sicheren Ort bringen soll, dringen Sam, Fi und Michael in die Anlage ein, wo es zum finalen Showdown kommt. Ein Einsatzkommando unter Leitung von Kendrick setzt Michael, Fiona und Sam im Gebäude fest. Gleichzeitig konnte ein weiteres Team von Kendricks Organisation Jesse, Madeline und Charlie aufspüren. Madeline opfert sich, um Charlie und Jesse zu retten, während Michael und Fiona Sams Flucht mit den Kommunikationsdaten decken. Sie verwunden Kendrick tödlich, der noch die Sprengung des Gebäudes einleiten kann. Michael und Fiona gelten dadurch als tot, Sam und Jesse werden vorläufig von der CIA festgenommen, dank der erfolgreichen Sicherung von Kendricks Kommunikationsdaten jedoch wieder freigelassen. In einem letzten Gespräch mit Agent Strong wird ihnen mitgeteilt, dass die Mission als erfolgreich beendet gilt und Michael einen Gedenkstern an der CIA Memorial Wall bekommen solle. Auf der Beerdigungsfeier für Michael und Fiona stellen sich Sam und Jesse die Frage, wo sich die beiden in diesem Augenblick befinden. Sam deutet zudem an, dass er zusammen mit Jesse weiter im alten Stil als Problemlöser arbeiten möchte. In der letzten Szene sieht man Michael und Fiona gemeinsam mit dem schlafenden Charlie in einem abgelegenen Haus. Michael stellt sich dabei die Frage, wie er seinem Neffen das alles erklären solle, wenn er älter sei. Fiona schlägt ihm vor, die Geschichte von Anfang an zu erzählen, beginnend mit den Worten des Serienintros: „Mein Name ist Michael Westen. Ich war ein Spion, bis...“.

## Figuren

### Hauptfiguren
- Michael Allen „Mike“ Westen (Jeffrey Donovan, Synchronsprecher: Nicolas Böll) – Der Hauptcharakter. Er ist ein ehemaliger Geheimagent, der versucht herauszufinden, wer für seine Burn Notice verantwortlich ist, um wieder in den Geheimdienst aufgenommen zu werden. Da er weder Geld, Unterkunft noch Papiere hat, nimmt er Aufträge als Privatdetektiv und „Problemlöser“ an, in denen er seine Fähigkeiten dafür einsetzt, Menschen in verschiedensten Notlagen zu helfen. Michael hat starke Gefühle für Fiona, kann dies jedoch nie aussprechen. Zu Beginn der 5. Staffel zieht er mit Fiona zusammen und zeigt so seine Gefühle für sie.
- Fiona Glenanne (Gabrielle Anwar, Synchronsprecherin: Ulrike Stürzbecher) – Fiona ist zu Beginn der Serie Michaels Ex-Freundin, später stellt sich jedoch heraus, dass sie ihn immer noch liebt. Am Ende der 5. Staffel vertieft sich die Beziehung zwischen den beiden, als Fiona ins Gefängnis geht.
Sie ist eine ehemalige IRA-Straßenkämpferin, lebt ebenfalls in Miami und hilft Michael dabei, seine Fälle als Privatdetektiv zu lösen und die Verantwortlichen für die Burn Notice zu stellen. Daneben hat sie eine starke Leidenschaft für Waffen und Sprengstoffe.
- Sam Axe (Bruce Campbell, Synchronsprecher: Stefan Fredrich) – Er ist ein ehemaliger Navy SEAL. Durch viele alte Kontakte, die immer wieder bereit sind, ihm Informationen zu geben, ist er eine große Hilfe für Michael und zugleich sein bester Freund.
- Madeline Westen (Sharon Gless, Synchronsprecherin: Judy Winter) – Sie ist die Mutter von Michael und Nate. Madeline ist eine Kettenraucherin und macht sich ständig Sorgen um ihren Sohn. Im Serienfinale opfert sie sich mit den letzten Worten „Das ist für meine Jungs!“, um ihren Enkel und Jesse zu retten.
- Jesse Porter (Coby Bell, Synchronsprecher: Dennis Schmidt-Foß) – Ein ehemaliger Agent der CIFA und somit ein Experte für Spionageabwehr. Jesse wurde jedoch von Michael während einer Mission zur Informationsbeschaffung Anfang der vierten Staffel unabsichtlich zum Sündenbock gemacht. Er hat dadurch ebenfalls eine Burn Notice erhalten, weiß jedoch zunächst nicht, dass Michael dafür verantwortlich ist. Er wendet sich daher an Michael, der ihm dabei helfen soll, seinen Namen wieder reinzuwaschen.
Im Laufe der Zeit entwickelt er Gefühle für Fiona, unterdrückt diese jedoch, als er die innige Beziehung zwischen ihr und Michael bemerkt.

### Wiederkehrende Figuren
- Nathaniel Elias „Nate“ Westen (Seth Peterson, Synchronsprecher: Till Endemann) – Michaels jüngerer Bruder, der dessen Hilfe immer wieder in Anspruch nehmen muss, da er sich oft in Probleme manövriert. In der Episode Druckwelle wird er neben dem letzten Mitglied und Organ der nicht autorisierten Regierungsbehörde vor den Augen seines Bruders und dessen CIA-Team erschossen.
- Carla Baxter (Tricia Helfer, Synchronsprecherin: Victoria Sturm) – Die Agentin einer nicht autorisierten Regierungsbehörde; ist die Gegenspielerin von Michael in der zweiten Staffel. Die beiden verbindet eine Hassliebe.
- Jason Bly (Alex Carter, Synchronsprecher: Marcus Off) – CSS-Agent, der Michael hartnäckig versucht zu inhaftieren.
- Michelle Paxson (Moon Bloodgood, Synchronsprecherin: Tanja Geke) – Eine Polizistin mit einem Stalkingproblem, die zu Beginn der dritten Staffel die Gegenspielerin von Michael ist.
- „Dead“ Larry Sizemore (Tim Matheson, Synchronsprecher: Lutz Mackensy) – Ein alter Freund und totgeglaubter, ehemaliger Geheimagent, den Michael aus der Zeit kennt, als er in Syrien verdeckt tätig war.
- Tyler Brennen (Jay Karnes, Synchronsprecher: Oliver Feld) – Ein skrupelloser Waffenhändler und Ex-Spion mit einer soziopathischen Persönlichkeit, der Michael immer wieder Probleme bereitet.
- Vaughn Anderson (Robert Wisdom, Synchronsprecher: Oliver Stritzel) – Hochrangiges Mitglied der Geheimorganisation.
- Simon Escher (Garret Dillahunt, Synchronsprecher: Klaus-Peter Grap) – Ehemaliger Einsatzagent der CIA. Wegen soziopathischem Verhaltens kaltgestellt, wurden seine Vergehen von der Geheimorganisation in Michaels Akte übertragen und damit als Vorwand für seine Kaltstellung genutzt.
- Anson Fullerton (Jere Burns, Synchronsprecher: Hans-Jürgen Dittberner) – Ein Psychiater der DIA und der ursprüngliche Gründer und das letzte Mitglied der Organisation die Michael kaltgestellt hat. Des Weiteren war er der ehemalige Psychologe von Madeline und Frank Westen. Letzterer wurde durch seinen Befehl ermordet. Später wird er im Auftrag von Tom Card gemeinsam mit Nate Westen in der Episode Druckwelle erschossen.
- Tom Card (John C. McGinley, Synchronsprecher: Bernd Vollbrecht) – Mikes ehemaliger Ausbilder bei der CIA und an Michaels Kaltstellung beteiligt.
- Sonya Lebedenko (Alona Tal) – Kurzzeitige Gefährtin Michaels und führendes Mitglied der Terrororganisation von James Kendrick, die Michael in der siebten Staffel infiltrieren soll.
- James Kendrick (John Pyper-Ferguson) – Ehemaliger Elitesoldat und Anführer einer Terrororganisation

## Produktion
Laut Fox Television Studios President David Madden beschloss das Unternehmen 2005, sich auf die Serienproduktion zu konzentrieren und trat in Kontakt mit unabhängigen Produzenten, darunter Mikkel Bondesen von Fuse Entertainment, der den Kontakt zu Matt Nix herstellte. Nix, der bis dahin keinerlei TV-Erfahrungen hatte, reichte ein von Büchern aus seiner Kindheit beeinflusstes Konzept für eine Spionageserie ein. Eines seiner Ziele war unter anderem, keine Erzählung über Superkräfte zu zeigen, sondern etwas, das auch für den Zuschauer realistisch und umsetzbar wirke. Laut Madden überzeugte die Verantwortlichen vor allem Nix’ Ansatz, einen scheinbar übermenschlichen James Bond von seiner menschlichen Seiten zu zeichnen. Nix’ erster Konzeptansatz, der dem Sender USA Network vorgestellt wurde, sah jedoch noch eine düsterere Handlung vor und sollte in Newark (New Jersey) spielen, beinhaltete aber bereits sardonischen Humor. USAs Co-President Jeff Wachtel und der für Serienproduktionen verantwortliche Vicepresident Alex Sepiol forderten von Nix eine stärkere Anpassung an das Senderkonzept mit einer helleren Aufmachung und einer Verlagerung des Schauplatzes nach Miami. Nix überarbeitete sein Konzept nach diesen Wünschen und Burn Notice folgte den Vorstellungen des Senderkonzepts: blauer Himmel, attraktive Menschen, unbeschwerte Dramen und für sich allein stehende Episodenhandlungen mit Andeutung einer übergreifenden Rahmenhandlung. Ein besonderes Serienmerkmal war dazu die improvisierte Herstellung von Waffen.
Rund sechs Monate nach dem ersten Entwurf begannen die Arbeiten an einer Pilotfolge. Anfängliche Bedenken gab es von Seiten des Netzwerks bei der Wahl von Jeffrey Donovan als Hauptdarsteller, da seine ebenfalls von USA ausgestrahlte Serie FBI Serial Crime – Im Kopf des Killers (orig.: Touching Evil) zuvor gefloppt war. Das Produktionsteam konnte sich bei dieser Besetzungsfrage jedoch durchsetzen. Bruce Campbell entschied sich nach fünf Jahren Abstinenz von Fernsehproduktionen die Rolle als Sam Axe anzunehmen, da ihn nach eigener Aussage das Skript interessierte, das er als „anders“ und „erfrischend“ bezeichnete. Zu Beginn erhielt Donovan eine Gage von 55.000 Dollar pro Episode, die er 2009 auf 125.000 – 150.000 Dollar mehr als verdoppeln konnte. 2010 zählt er mit 200.000 Dollar pro Episode zu den Topverdienern im Serienbereich, womit er doppelt so viel verdiente wie etwa Jon Hamm, Hauptdarsteller des Kritikerlieblings Mad Men.
Die Verlagerung auf eine fortlaufende Handlung war laut USAs Senior Vicepresident Alex Sepiol eine Reaktion auf Zuschauerumfragen am Ende jeder Staffel. Die beste Bewertung habe dabei die sechste Staffel bekommen. Die positive Resonanz auf die allmähliche Veränderung hätten die Macher daher in ihrer Entscheidung bestärkt. Mit Ankündigung der 7. Staffel im Mai 2013 gab USA das Auslaufen der Serie bekannt. Das Ende wurde laut Matt Nix im Dialog zwischen Netzwerk, Sender und Darstellern beschlossen. Neben finanziellen Aspekten und Fragen hinsichtlich der Darsteller sei es auch darum gegangen, den richtigen Zeitpunkt für einen Abschluss nicht zu verpassen. Ähnliche Aussagen wurden auch von David Madden (Fox Television Studios) und Jeffrey Donovan gemacht. Bereits während der zweiten Staffel gab es frühe Überlegungen und Vertragsverhandlungen für bis zu acht Staffeln. Mit 111 Episoden besitzt die Serie genauso viele Folgen wie Miami Vice.

## Stilistisches und Trivia
- Michael Westens Stimme gibt regelmäßig aus dem Off Erläuterungen zu Handlungsweisen von Agenten ab.
- Wenn eine neue, in der Episode oder für die Serie wichtige Person das erste Mal gezeigt wird, wird das Bild kurz eingefroren und Name sowie Funktion der Figur werden dem Zuschauer eingeblendet, wobei daraus manchmal ein Spiel gemacht wird, beispielsweise bekommt ein Gegenspieler ersatzweise „echter Scheißkerl“ eingeblendet.
- Die Gestaltung der Serie spielt auf bekannte Fernsehserien an und zitiert diese zum Teil:
  - Manchmal wird etwas Technisches gebastelt, meist eher etwas Kleines wie bei MacGyver und weniger groß als beim A-Team.
  - Decknamen werden aus amerikanischen Fernsehserien entlehnt, z. B. gibt sich Michael Westen in einer Folge als „Steve Remington“ aus in Anlehnung an die Serie Remington Steele, die ihrerseits selber gezielt und zumeist bekannte Motive aus Kriminalspielfilmen aufgegriffen hatte.
  - Fiona und Sam geben sich in einer Folge in Anspielung auf die Serie Cagney & Lacey als Polizisten mit den Namen Detective Cagney und Detective Lacey aus. Sharon Gless, welche Michaels Mutter Madeline spielt, spielte in Cagney & Lacey die Christine Cagney. In der Folge Heißes Pflaster (A Dark Road) (3x10) spielt Tyne Daly eine Beamtin, der Madeline Informationen entlocken muss. Tyne Daly spielte in Cagney & Lacey die Mary Beth Lacey.
  - In der dritten Staffel, Folge 14 setzt Sam Axe, als er sich als Mitarbeiter der Spurensicherung ausgibt, mehrmals seine Sonnenbrille in Verbindung mit einem dramatischen Satz auf – offensichtlich eine Anlehnung an Horatio Caine aus CSI: Miami.
- In der 5. Folge der 3. Staffel spielt der Schauspieler Michael Weston den Klienten. Der Rolle wird charakterliche Ähnlichkeit zu Michael Westen zugeschrieben.[11]
- Michael Westen fährt den 1973er Dodge Charger, der seinem Vater gehört hat.

## Ausstrahlung

### Vereinigte Staaten
Der amerikanische Kabelsender USA Network begann im Juni 2007 mit der Ausstrahlung von Burn Notice. Nachdem die erste 12 Episoden umfassende Staffel in einem Stück ausgestrahlt worden war, wurden ab der zweiten Staffel diese in zwei Teile geteilt. Die ersten Episoden sendet USA Network dabei im Sommer des jeweiligen Jahres, die restlichen Episoden im Frühjahr des folgenden Jahres.
Das Sommerfinale der dritten Staffel erreichte 7,60 Millionen Zuschauer. Am 15. April bestellte USA Network, noch bevor die vierte Staffel anlief, gleich zwei weitere Staffeln. Die vierte Staffel der Serie startete am 3. Juni 2010, die Ausstrahlung der fünften Staffel begann am 23. Juni 2011. Am 17. April 2011 wurde der Film Burn Notice: The Fall of Sam Axe gesendet. Am 14. Juni 2012 begann die Ausstrahlung der sechsten Staffel und endete am 20. Dezember 2012.
Die Ausstrahlung der siebten und letzten Staffel erfolgte vom 6. Juni bis zum 12. September 2013.
| Staffel | Episoden | Ausstrahlung                         |
| 1       | 12       | 28. Juni 2007 bis 20. September 2007 |
| 2       | 16       | 10. Juli 2008 bis 5. März 2009       |
| 3       | 16       | 4. Juni 2009 bis 4. März 2010        |
| 4       | 18       | 3. Juni 2010 bis 16. Dezember 2010   |
| 5       | 18       | 23. Juni 2011 bis 15. Dezember 2011  |
| 6       | 18       | 14. Juni 2012 bis 20. Dezember 2012  |
| 7       | 13       | 6. Juni 2013 bis 12. September 2013  |

### Deutschland
In Deutschland hatte sich VOX die Serienrechte bereits im Juli 2008 gesichert und strahlte die erste Staffel ab dem 28. September 2009 montags aus. Zwischen dem 21. Dezember 2009 und dem 12. April 2010 wurde dann die zweite Staffel ausgestrahlt. Vox sendete die dritte Staffel ab dem 8. November 2010 aus; die letzte Folge lief am 21. Februar 2011. Die vierte Staffel wurde vom 24. September 2012 bis zum 4. Februar 2013 gesendet. Die fünfte Staffel folgte direkt im Anschluss vom 11. Februar bis zum 24. Juni 2013. Die Deutschlandpremiere der ersten Episode der sechsten Staffel legte VOX auf den 28. Februar 2014. Die RTL Mediengruppe hatte 2015 keine Rechte für die Ausstrahlung der siebten Staffel erworben. Im Juli 2020 wurde bekanntgegeben, dass die siebte Staffel der Serie auf Nitro ausgestrahlt wird.
| Staffel | Episoden | Ausstrahlung                             | Quoten (Gesamt)        |
| 1       | 12       | 28. September 2009 bis 14. Dezember 2009 | 1,76 Millionen (8,0 %) |
| 2       | 16       | 21. Dezember 2009 bis 12. April 2010     | 1,78 Millionen (7,5 %) |
| 3       | 16       | 8. November 2010 bis 21. Februar 2011    | 1,55 Millionen (6,2 %) |
| 4       | 18       | 24. September 2012 bis 4. Februar 2013   | 1,46 Millionen (6,4 %) |
| 5       | 18       | 11. Februar 2013 bis 24. Juni 2013       | 1,26 Millionen (5,7 %) |
| 6       | 18       | 28. Februar 2014 bis 20. Juni 2014       | 0,75 Millionen (3,1 %) |
| 7       | 13       | ab 30. Juli 2020                         | -                      |

### Schweiz
In der Schweiz strahlte der Sender 3+ die erste Staffel seit dem 30. September 2009 aus. 3+ strahlte vom 2. Januar 2010 bis zum 16. Januar 2010 drei Folgen der zweiten Staffel aus. Warum die Ausstrahlung abgesetzt wurde, ist unbekannt. Der Sender 4+ strahlte die restlichen Folgen der zweiten Staffel vom 4. Mai bis zum 15. Juni 2013 aus und strahlte vom 15. Juni 2013 bis zum 10. August 2013 die dritte Staffel aus. Vom 25. November 2013 bis zum 3. September 2014 wurden die vierte, fünfte und sechste Staffel auf SRF zwei ausgestrahlt. Die letzte Folge aus der sechsten Staffel wurde nicht ausgestrahlt.
| Staffel | Episoden | Ausstrahlung                                                                                |
| 1       | 12       | 30. September 2009 bis 19. Dezember 2009                                                    |
| 2       | 16       | 2. Januar 2010 bis 16. Januar 2010 (bis Folge 3) 4. Mai 2013 bis 15. Juni 2013 (ab Folge 4) |
| 3       | 16       | 15. Juni 2013 bis 10. August 2013                                                           |
| 4       | 18       | 25. November 2013 bis 20. Dezember 2013                                                     |
| 5       | 18       | 3. Juni 2014 bis 11. August 2014                                                            |
| 6       | 18       | 12. August 2014 bis 3. September 2014 (bis Folge 17)                                        |

## Rezeption
Die Serie gilt als sehr erfolgreich, sowohl nach Zuschauerzahlen, als auch aufgrund ihrer langen Laufzeit mit über 100 Folgen. Zeitweise war Burn Notice dabei die führende Serie im amerikanischen Kabelfernsehen. Gleichzeitig wurde sie auch als der „wohl unbekannteste Hit im Fernsehen“ bezeichnet, wodurch auf die Diskrepanz zwischen Laufzeit/Einschaltquoten und der öffentlichen Resonanz, v. a. auf Kritikerseite, verwiesen wurde. Ursprung dieser Kategorisierung ist eine 2009 ausgestrahlte Folge des Comedyformats Saturday Night Live. In einer Episode mit einer fiktiven Gameshow werden die Kandidaten gefragt, was genau Burn Notice sei, das zu diesem Zeitpunkt auf Platz 8 der bestbewerteten Kabelserien rangierte. Keiner der Kandidaten kann jedoch sagen, worum es in der Serie geht.
Alan Sepinwall von Hotfix griff diese Persiflage für seine Rezension der abschließenden 7. Staffel auf und verwies darauf, dass es selbst für den Zuschauer schwer zu beschreiben sei, was genau Burn Notice sei. Der Zuschauer wüsste lediglich, worum es geht, während die Schwerpunkte der Serie sich über den Serienverlauf mehrfach geändert hätten. Er bezeichnete die zweite Staffel als die ausgeglichenste, der die beste Balance zwischen Figureninteraktion, Hintergrundhandlung, Einzelgeschichten und dem Verhältnis zwischen verbalen Geplänkeln und emotionalen Momenten gelungen sei. Dabei habe sich die Serie immer innerhalb der Vorgaben und dem Selbstbild des Senders USA bewegt. Mit der 7. Staffel, die wesentlich düsterer ausfällt und eine fortlaufende Handlung besitzt, seien diese Vorgaben jedoch offensichtlich gelockert worden. Da die Ernsthaftigkeit der Hintergrunderzählung jedoch immer am besten im Kombination mit den einfacheren und unbeschwerteren Episodenhandlungen funktioniert habe, wirke die letzte Staffel überdreht. Dennoch schloss er versöhnlich, dass es zwar nicht immer ersichtlich gewesen sei, was die Serie zum Ausdruck bringen wollte, sie in ihren besten Momenten aber einfach Spaß gemacht habe.
Die deutschen Kritiken zur ersten Staffel fielen meist negativ aus.

„‚Burn Notice‘, der neueste Serienimport aus den Vereinigten Staaten, präsentiert sich schon mit der zweiteiligen Pilot-Episode ‚Kaltgestellt‘ als idealer Kandidat für das Serienprogramm des resteverwertenden RTL-Stiefbruders Vox: Die Bilder sind glanzlos und öde, der Plot ausgelutscht und von besseren Vorbildern halbherzig abgekupfert und der Protagonist in etwa so charismatisch wie eine Schaufensterpuppe mit Marken-Sonnenbrille.“

Der für Serienproduktionen verantwortliche USA-Vicepresident Alex Sepiol bezeichnete Burn Notice als bedeutsam für die Entwicklung weiterer Serien wie Royal Pains, Suits und Graceland. Auch Alan Sepinwall bezeichnete sie als Blaupause für weitere Serien des Senders wie White Collar oder Covert Affairs. Neben der Serie und dem Fernsehfilm erschienen mehrere digital veröffentlichte Comics von DC Comics und Begleitromane. Sharon Gless wurde 2010 als beste Nebendarstellerin für einen Emmy Award nominiert. Ausgezeichnet wurde sie im selben Jahr bei den Gracie Awards als beste Nebendarstellerin in einer Serie, der ihr von ihrer alten Serienpartnerin und Burn-Notice-Gaststar Tyne Daly überreicht wurde.

## Film
Der Fernsehfilm Burn Notice: The Fall of Sam Axe fungiert als Prequel zu Burn Notice und wurde zwischen der vierten und fünften Staffel auf USA Network erstausgestrahlt. Der Film spielt 2005 und damit zwei Jahre vor der ersten Folge Burn Notice und zeigt den letzten Einsatz von Sam Axe als Navy SEAL sowie sein Ankommen in Miami, dem Handlungsort der Serie.

## DVD-Veröffentlichung
Da 20th Century Fox zufolge die Verkaufserfolge der ersten drei Staffeln alles andere als gut waren, hat man sich dazu entschlossen die Serie nur noch digital anzubieten.
Vereinigte Staaten
- Staffel 1 erschien am 18. Juni 2008
- Staffel 2 erschien am 16. Juni 2009
- Staffel 3 erschien am 1. Juni 2010
- Staffel 4 erschien am 7. Juni 2011
- Staffel 5 erschien am 5. Juni 2012
- Staffel 6 erschien am 11. Juni 2013
- Staffel 7 erschien am 17. Dezember 2013
- Der Fernsehfilm Burn Notice: The Fall of Sam Axe erschien am 26. Juli 2011

Großbritannien
- Staffel 1 erschien am 2. März 2009
- Staffel 2 erschien am 5. April 2010
- Staffel 3 erschien am 7. März 2011
- Staffel 4 erschien am 26. Dezember 2011
- Staffel 5 erschien am 3. Dezember 2012
- Staffel 6 erschien am 14. Oktober 2013
- Staffel 7 erschien am 7. Juli 2014
- Der Fernsehfilm Burn Notice: The Fall of Sam Axe erschien am 2. April 2012

Deutschland
- Staffel 1 erschien am 2. Dezember 2009
- Staffel 2 erschien am 14. Mai 2010
- Staffel 3 erschien am 29. Juli 2011